# Greg Minnaar
Greg Minnaar (13 de novembro de 1981, Pietermaritzburg) é um ciclista sul-africano, especialista em downhill.